# Молчаново (Кимовский район)
Молчаново — деревня в Кимовском районе Тульской области России.
В рамках административно-территориального устройства входит в Рождественский сельский округ Кимовского района, в рамках организации местного самоуправления входит в сельское поселение Епифанское.

## География
Расположена в 14 км к юго-востоку от железнодорожной станции города Кимовск.

## История
В 1961 году указом Президиума Верховного Совета РСФСР деревня Грязновка-Молчаново  переименована в Молчаново.

## Население
| 2002 | 2010 |
| ---- | ---- |
| 188  | ↘187 |